# Radziejów Kujawski
Radziejów Kujawski – stacja kolejowa w Czołowie, w gminie Radziejów, w województwie kujawsko-pomorskim.
Stacja leżała na trasie wąskotorowej linii kolejowej z Sompolna do Dobrego Kujawskiego. Pociągi docierały tutaj od 1908 do 1970 roku. Stacja rozebrana w 1989 roku.